# 長鼻短鰭鰻
長鼻短鰭鰻，為輻鰭魚綱鰻鱺目糯鰻亞目蛇鰻科的其中一種，分布於南大西洋的阿森松岛及聖赫勒拿島海域，棲息深度可達35公尺，體長可達50公分，棲息在沙泥底質海域，為底棲性魚類，屬肉食性，生活習性不明。

## 擴展閱讀
維基物種上的相關：長鼻短鰭鰻